# Rio Branco (Uruguay)
Río Branco város Uruguayban, a brazil határ mentén, Cerra Largo megyében. A város nevének magyar jelentése „fehér folyó”.
A város a Jaguarão folyó partján található. Brazíliával Jaguarão településnél a Mauá Bárója nemzetközi híd köti össze.
Rio Brancoba naponta indulnak oda-vissza buszok Uruguay fővárosából, Montevideoból,[forrás?] ezért egyik kedvelt helyszíne a határ menti turizmusnak Riverával.

## Demográfia
2011-ben 14 604 lakosa volt.
| Év   | Lakosok száma |
| ---- | ------------- |
| 1908 | 4106          |
| 1963 | 4023          |
| 1975 | 5685          |
| 1985 | 9072          |
| 1996 | 12 215        |
| 2004 | 13 456        |
| 2011 | 14 604        |

## Fordítás
- Ez a szócikk részben vagy egészben  a   Rio Branco, Uruguay című angol Wikipédia-szócikk fordításán alapul.  Az eredeti cikk szerkesztőit annak laptörténete sorolja fel. Ez a jelzés csupán a megfogalmazás eredetét és a szerzői jogokat jelzi, nem szolgál a cikkben szereplő információk forrásmegjelöléseként.